# Iyasu IV.
Iyasu IV. oder Josua IV. (äthiop. ኢያሱ) war Nǝguśä Nägäśt (Kaiser, eigentlich König der Könige) von Äthiopien, der von 18. Juni 1830 bis zum 18. März 1832 regierte. Als Sohn von Salomon III. war er Mitglied der Salomonischen Dynastie. Seine kurze Regierungszeit war geprägt von politischen Intrigen und Machtkämpfen, die schließlich zu seiner Absetzung führten.

## Herkunft und Aufstieg zur Macht
Iyasu IV. war Mitglied der Salomonischen Dynastie, die ihre Abstammung auf den biblischen König Salomon und die Königin von Saba zurückführte. Diese dynastische Linie spielte eine zentrale Rolle in der Geschichte Äthiopiens und legitimierte die Herrschaftsansprüche ihrer Mitglieder. Iyasu IV. war der Sohn von Salomon III., was ihn in die direkte Linie der Thronfolge brachte. Über seine Mutter und seine Kindheit ist wenig bekannt, was typisch für die historische Aufzeichnung von königlichen Persönlichkeiten jener Zeit ist, bei denen der Fokus hauptsächlich auf ihrer Rolle als Herrscher liegt.
Um Iyasu IV. Aufstieg zur Macht zu verstehen, ist es wichtig, den politischen und sozialen Kontext Äthiopiens in dieser Zeit zu betrachten. Das 19. Jahrhundert war für Äthiopien eine Zeit großer innerer Unruhen und Machtkämpfe. Die Zersplitterung der Macht unter regionalen Fürsten und die ständigen Kämpfe um die Vorherrschaft im Kaiserreich Abessinien prägten das politische Klima. Die Salomonische Dynastie sah sich mit Herausforderungen durch rivalisierende Adelsfamilien und regionale Herrscher konfrontiert, die ihre eigene Machtbasis zu stärken suchten.
Iyasu IV. bestieg den Thron nach der Absetzung seines Vorgängers Gigar. Seine Ernennung zum Kaiser wurde maßgeblich von Ras Dori von Yejju, dem Enderase oder Regenten, beeinflusst, der zuvor Gigar entmachtet hatte. Dies deutet darauf hin, dass Iyasu IV. Machtergreifung weniger das Ergebnis direkter Erbfolge oder persönlicher Ambition war, sondern vielmehr durch die politischen Manöver und die Unterstützung mächtiger Adliger am Hof ermöglicht wurde. Seine Position als Kaiser war von Beginn an von den politischen Machenschaften am Hof abhängig, was seine Machtbasis als relativ schwach erscheinen lässt.

## Regierungszeit
Während seiner kurzen Herrschaft versuchte Iyasu IV., seine Macht durch militärische Expeditionen und Überfälle zu festigen. Diese Aktionen zielten darauf ab, seine Autorität im Reich zu stärken und mögliche Rivalen abzuschrecken. Jedoch führten diese Unternehmungen nicht zu einer signifikanten Stabilisierung seiner Herrschaft, sondern trugen stattdessen zu weiteren Spannungen bei.
Ein zentrales Problem seiner Regierungszeit war die Schwierigkeit, die verschiedenen Adelsfamilien und regionalen Mächte zu kontrollieren, die eigene Ambitionen auf den Thron hatten oder ihre Unabhängigkeit vom Zentralstaat ausbauen wollten. Die politische Landschaft Äthiopiens war von einer tiefen Fragmentierung geprägt, die eine effektive Regierungsführung erschwerte.
Die militärischen Expeditionen und Überfälle, die Iyasu IV. organisierte, waren Versuche, seine Position zu stärken, führten jedoch zu gemischten Ergebnissen. Einerseits demonstrierten sie seine Bereitschaft, militärische Macht einzusetzen, um seine Herrschaft zu sichern. Andererseits provozierten sie Widerstand und führten zu weiteren Konflikten innerhalb des Reiches.
Ein weiteres Merkmal seiner Regierungszeit waren die komplexen Beziehungen zu den regionalen Herrschern und Adelsfamilien. Iyasu IV. stand vor der Herausforderung, ein Gleichgewicht zwischen der Zentralisierung der Macht und der Anerkennung der Autonomie der regionalen Herrscher zu finden. Diese Balance zu halten, war entscheidend für die Stabilität seines Reiches, erwies sich jedoch als äußerst schwierig.

## Absetzung und Tod
Die militärischen Expeditionen, Raubzüge und Überfälle führten zu Spannungen mit Ras Ali II. von Yejju, dem Nachfolger von Ras Dori. Alarmiert durch Iyasus IV. militärische Aktivitäten und möglicherweise durch dessen zunehmende Popularität bedroht, entschied er sich, gegen Iyasu IV. vorzugehen. Die Absetzung wurde durch eine Kombination aus politischer Intrige und militärischer Intervention erreicht. Ras Ali II. nutzte seine Position und seinen Einfluss, um Unterstützung gegen Iyasu IV. zu mobilisieren und ihn letztendlich zu entmachten.
Interessanterweise spielte der abgesetzte Kaiser Gigar eine Rolle in der Entmachtung von Iyasu IV. Samuel Gobat, ein europäischer Missionar, der zur Zeit von Iyasu IV. in Äthiopien lebte, berichtet in seinem Tagebuch, dass die Absetzung Iyasus IV. durch die Intrigen des ehemaligen Kaisers Gigar und durch falsche Anschuldigungen gegen Iyasu IV. begünstigt wurde. Nach seiner Absetzung am 18. März 1832 bestieg am 24. März 1832 Gebre Krestos den Thron. Es wird vermutet, dass Iyasu IV. letztendlich durch Gift ums Leben kam, was die Brutalität und Rücksichtslosigkeit der politischen Machtkämpfe in Äthiopien zu jener Zeit unterstreicht.